# Вернер I фон Хомберг
Вернер I фон Хомберг (на немски: Werner I von Homberg; * 1254; † 6 февруари 1273) от фамилията на графовете на Фробург в Золотурн е граф на Хомберг в Швейцария.

## Произход
Той е най-големият син на граф Херман IV фон Фробург-Хомберг (* 1230; † 15 май 1253) и на съпругата му ... фон Тирщайн-Хомберг, единствена дъщеря и наследница на граф Вернер III фон Хомберг († сл. 1223). Брат е на Лудвиг I фон Хомберг (* 1268 † 27 април 1289 в битката при Шосхалде, погребан във Ветинген), граф на Хомберг, господар на Раперсвил, и на Фридрих фон Хомберг († 8 февруари пр. 1285 или пр. 1284), граф на Хомберг. Вероятната му сестра Анна († 1281) е омъжена за Хайнрих II фон Раполтщайн (* 1260/1275 † 1279), господар на Раполтщайн (днес Рибовил, фр: Ribeauvillé) в Елзас (вж. Rappolsteiner Chronik).
Вернер I фон Хомберг умира на 6 февруари 1273 г. и е погребан при Ордена на хоспителиерите в Luttgern.

## Брак и потомство
Вернер I фон Хомберг се жени за Кунигунда († 20 септември). Те имат един син и една дъщеря:
- Херман II фон Хомберг (* 1275 † 19 ноември 1303), граф на Хомберг[1]
- Ида/Ита фон Хомберг (* 1284 † 19 март 1328), омъжва се преди 17 декември 1305 г. за граф Фридрих IV фон Тогенбург († 15 ноември 1315), господар на Вилденбург, граф на Тоненбург, от когото има двама сина: Дитхелм V фон Тогенбург († 21 септември 1337, в битката при Гринау), граф на Тогенбург и Фридрих V фон Тогенбург († 5 февруари 1364), каноник в Констанц, граф на Тогенбург.